# Zandra Scharp
Zandra Scharp var en svensk höjdhoppare. Hon tävlade för klubben IFK Stockholm.